# KFUM's Sociale Arbejde
KFUM’s Sociale Arbejde er en selvstændig NGO med hovedkontor i Strib ved Middelfart. Organisationen tilbyder hjælp, støtte og omsorg for mennesker i udsatte livssituationer, og er en af Danmarks største diakonale, sociale organisationer med over 230 institutioner og sociale tilbud landet over. Den har flere end 1.200 ansatte og over 2.650 frivillige, som arbejder for at skabe værdige kår for mennesker i ensomhed, hjemløshed, psykisk sygdom, misbrug og andre former for udsathed. Samtidig taler KFUM’s Sociale Arbejde udsatte menneskers sag over for politikere, pressen og offentligheden, ligesom organisationen er repræsenteret i en lang række råd og interesseorganisationer.
KFUM’s Sociale Arbejde har et netværk med andre kirkelige, diakonale organisationer og sogne. I organisationens hovedbestyrelsen sidder bl.a. repræsentanter fra en række folkekirkelige organisationer: KFUM og KFUK, Y's Men, FDF og KFUM-Spejderne.
Organisationen samarbejder med omkring halvdelen af landets kommuner og regioner om at finde løsninger på sociale udfordringer og med ministerier, fonde og virksomheder m.fl. om indsatser for mennesker i social udsathed.

## Tilknyttede institutioner og projekter
KFUM’s Sociale Arbejde har over 230 institutioner og sociale tilbud, hvoraf mange har egne navne, fx Café Paraplyen, Café Parasollen m.fl. Det er bosteder for hjemløse, sociale caféer og væresteder, døgninstitutioner og opholdssteder for børn og unge, centre for behandling af rusmiddelafhængighed, genbrugsbutikker, daginstitutioner, Center for Ludomani, Center for Digital Pædagogik mv.   
Organisationen tilbyder også gratis og uvildig økonomi- og gældsrådgivning, retshjælp, konfliktmægling, bisidning og andre former for rådgivning og støtte.
Siden corona-krisen i 2020 har KFUM's Sociale Arbejde ugentligt kørt Social Drive Out i omkring 90 lokal- og landområder. Social Drive Out fungerer som pop-op-væresteder, der støtter ensomme og socialt udsatte mennesker ved at udbringe nærvær, mad, tøj, fornødenheder og tilbud om gratis, uvildig retshjælp, økonomi- og gældsrådgivning, rusmiddel- og ludomanibehandling samt brobygning til kommunale tilbud, læger, hospitaler, psykiatrien mv. Social Drive Out og KFUM's Sociale Arbejde modtog Kristeligt Dagblads Pris 2021 og Kronprinsparrets Sociale Pris 2023. Som led i Folketingets værdighedsreform bliver Social Drive Out fra efteråret 2025 udbredt til hele Danmark.

## Historie
KFUM’s Sociale Arbejde er grundlagt som selvstændig organisation i 1918 i Vorbasse.
Den unge præst Johannes With så de mange menneskelige og sociale problemer, der fulgte i kølvandet på det danske Klondyke i de jyske tørvemoser og brunkulslejre under første verdenskrig.
Tørvearbejderne boede under miserable forhold, arbejdet var hårdt, og der var stort set ingen fritidstilbud. 
Johannes With fik i samarbejde med Indre Mission og kirkelige ungdomsforeninger åbnet sognets missionshus for arbejderne. Her kunne de mødes over en kop kaffe, tage et spil skak, læse aviser eller skrive breve til familien, som for de fleste var langt væk. Samværet blev sædvanligvis afsluttet med en andagt. Arbejderne fik her en midlertidig erstatning for deres hjem. Det første fritidshjem var etableret.
I mellemkrigsårene flyttede mange arbejdere til byerne, men også til høj arbejdsløshed og stor social nød. KFUM’s Sociale Arbejde flyttede ligeledes til byerne, hvor organisationen oprettede fritidshjem efter samme koncept som i tørvemoserne og brunkulslejerne.
Hjemmene i byerne blev åndehuller for de arbejdsløse og deres familier med tilbud om gratis kaffe, foredrag, musik, sang og andre aktiviteter. Der var altid et menneske – enten hjemmets bestyrer eller nogle af de frivillige – som var parat til at lytte, støtte og hjælpe det enkelte menneske, som ofte stod i ganske svære livssituationer.
Rammerne for KFUM’s Sociale Arbejde har ændret sig siden 1918. Fra de første primitive fritidshjem til dagens sociale caféer og væresteder, bosteder for hjemløse, behandlingscentre, dag- og døgninstitutioner samt fritidsklubber for unge. Det har den diakonale og sociale indsats til gengæld ikke. Organisationen arbejder, hvor der er menneskelige behov for hjælp, støtte og omsorg.
I 2014 fusionerede KFUM’s Sociale Arbejde med søsterorganisationen Ungdommens Vel, der blev grundlagt i 1906 i kølvandet på Danmarks første børnelov fra 1905. Ungdommens Vels første døgninstitution stod færdig i 1908, og organisationen har siden oprettet og drevet flere døgninstitutioner mv.